# Aliye Berger
Aliye Berger (Büyükada, 24 de diciembre de 1903–Büyükada, 9 de agosto de 1974) fue una artista, grabadora y pintora turca. Es una de los primeras grabadoras de la República Turca. Es conocida por sus grabados expresionistas y por ganar el concurso de pintura del Yapı Kredi Bank en 1954.

## Biografía
Nació el 24 de diciembre de 1903 en Büyükada, Estambul, Turquía. Su padre fue Kabaağaçlı Şakir Paşa y su madre Giritli Sare İsmail Hanım. Su hermana fue la artista Fahrelnissa Zeid y su hermano fue Cevat Şakir Kabaağaçlı.
Estudió originalmente lecciones de pintura y piano en el Lycée Notre Dame de Sion. En 1947 se casó con Carl Berger, su profesor de música, pero murió menos de seis meses después.
Luego, Berger siguió a su hermana a Londres, donde comenzó a estudiar grabado y escultura, bajo la tutela del artista John Buckland-Wright. A su regreso a Turquía en 1951, realizó su primera exposición en Estambul, mostrando más de cien obras. Su pintura al óleo Güneşin Doğuşu ganó un concurso internacional en 1954, y obtuvo el segundo premio en la 2.ª Bienal de Teherán al año siguiente. Berger trabajó prolíficamente en las siguientes décadas.
Murió el 9 de agosto de 1974 en Büyükada.

## Conmemoración
Una retrospectiva póstuma de su trabajo se llevó a cabo en la Academia de Bellas Artes de Estambul en 1975. Otra exposición fue organizada por Yapı Kredi Bank en 1988. Cuatro de sus obras se exhiben en el Museo de Pintura y Escultura de Estambul y tres en el Museo Albertina. Su obra de ca. 1960, Derviches (sin título), se encuentra en el Museo Metropolitano de Nueva York.
Fue objeto de un doodle de Google el 24 de diciembre de 2020, en conmemoración de su 117 cumpleaños.